# Rhaphidophora latevaginata
Rhaphidophora latevaginata är en kallaväxtart som beskrevs av Mitsuru Hotta. Rhaphidophora latevaginata ingår i släktet Rhaphidophora och familjen kallaväxter. Inga underarter finns listade.